# Kamerdyner. Muzyka z filmu
Kamerdyner (muzyka z filmu) – album ze ścieżką dźwiękową z filmu Kamerdyner w reżyserii Filipa Bajona, z kompozycjami oryginalnymi Antoniego Komasy-Łazarkiewicza, utworem singlowym Korteza ("Stare drzewa") i jednym utworem klasycznym Roberta Schumanna. Został wydany 14 września 2018 przez Wydawnictwo Agora. Płyta zdobyła Fryderyka 2019 w kategorii «Album Roku Muzyka Ilustracyjna».

## Lista utworów
1. „Stare drzewa” – Kortez
2. „Pałac” – muzyka oryginalna
3. „Mateusz” – muzyka oryginalna
4. „Fryderyk” – muzyka oryginalna
5. „Kamerdyner” – muzyka oryginalna
6. „Wojna, panowie!” – muzyka oryginalna
7. „Mapa Europy” – muzyka oryginalna
8. „Marita” – muzyka oryginalna
9. „Chłopiec na posyłki” – muzyka oryginalna
10. „Kurt” – muzyka oryginalna
11. „Wiesz, co o nas mówią?” – muzyka oryginalna
12. „Długie noże” – muzyka oryginalna
13. „Der Untergang” – muzyka oryginalna
14. „Wytyczanie granic” – muzyka oryginalna
15. „Danziger Hoff” – muzyka oryginalna
16. „Piaśnica” – muzyka oryginalna
17. „Matka” – muzyka oryginalna
18. Robert Schumann / Stamford Blue „Kinderszenen” Op. 15, No. 12, "Kind im Einschlummern"

## Twórcy
Muzykę oryginalną skomponował Antoni Komasa-Łazarkiewicz z pomocą żony (Mary Komasa), a wykonali ją Polska Orkiestra Radiowa, Mary Komasa (czelesta), Agnieszka Kopacka-Aleksandrowicz (czelesta, klawesyn), Karol Marianowski (wiolonczela), Piotr Komorowski (dyrygent, fortepian). Piosenkę "Stare drzewa" skomponował jej wykonawca, tj. Kortez, słowa stworzyła Agata Trafalska wraz z nim.